# لاریسا نیلد
 لاریسا نیلد (انگلیسی: Larisa Neiland؛ زاده ۲۱ ژوئیهٔ ۱۹۶۶) یک تنیس‌باز اهل لتونی است.